# Vingt-huitième circonscription de Tokyo
La vingt-huitième circonscription de Tokyo (東京都第28区, Tōkyō-to dai-nijū-hachi-ku) est l'une des trente circonscriptions législatives que compte la préfecture métropolitaine de Tokyo.

## Description géographique
Depuis 2022, la vingt-huitième circonscription de Tokyo correspond à une partie de l'arrondissement spécial de Nerima,.

## Députés
| Législature | Début de mandat | Fin de mandat | Député élu             | Parti politique | Parti politique |
| ----------- | --------------- | ------------- | ---------------------- | --------------- | --------------- |
| 50e         | 2024            | -             | Satoshi Takamatsu (ja) |                 | PDC             |

## Résultats électoraux
| Parti | Parti                           | Candidat               | Vote   | Vote |
| Parti | Parti                           | Candidat               | Voix   | %    |
| ----- | ------------------------------- | ---------------------- | ------ | ---- |
|       | Parti démocrate constitutionnel | Satoshi Takamatsu (ja) | 50 626 | 29,1 |
|       | Parti libéral-démocrate         | Takao Andō (ja)        | 50 290 | 28,9 |
|       | Parti démocrate du peuple       | Yoshihiro Okumura      | 34 930 | 20,1 |
|       | Parti communiste japonais       | Naomi Takano           | 14 530 | 8,4  |
|       | Parti japonais de l'innovation  | Takashi Fujikawa       | 12 344 | 7,1  |
|       | Sanseitō                        | Sanae Ezaki            | 11 109 | 6,4  |